# Fisher Ames
Fisher Ames (Dedham, Massachusetts, 9 de abril de 1758 — Dedham, 4 de julho de 1808) foi um Representante no Congresso dos Estados Unidos pelo 1º Distrito Congressional de Massachusetts.

## Vida e carreira política
Ames nasceu em Dedham, Massachusetts. Seu pai, um médico, morreu quando Fisher tinha apenas seis anos de idade, mas sua mãe resolveu, a despeito de sua renda limitada, dar ao menino uma educação clássica. Na idade de seis anos começou o estudo do latim, e na idade de doze anos foi enviado para o Harvard College onde se formou em 1774, começando a trabalhar como professor. Enquanto dava aulas na escola Ames estudou Direito. Foi admitido para trabalhar como advogado e em Dedham, em 1781.
Seu pai, Dr. Nathaniel Ames foi o autor do Almanaque do Ames, "que serviu de inspiração para o Almanaque do Pobre Ricardo".
Em 1788, serviu na Câmara dos Representantes de Massachusetts. Tornou-se membro da convenção de Massachusetts que ratificou a Constituição dos Estados Unidos, naquele mesmo ano.
Ames foi eleito para o 1º Congresso dos Estados Unidos, tendo derrotado Samuel Adams para o posto. Serviu também no 2º e 3º Congressos e como federalista, no 4º Congresso. Serviu no Congresso de 4 de março de 1789 a 3 de março de 1797. Durante o 1º Congresso, foi presidente da Comitê sobre as Eleições. Foi eleito Fellow da Academia de Artes e Ciências dos Estados Unidos em 1793. Em 1796, não foi candidato para reeleição e retomou à prática do Direito em Dedham. Permaneceu na política e foi membro do Conselho do Governador de 1798 a 1800. Em sua nova função, Ames fez uma grande homenagem por ocasião da morte do presidente George Washington. Publicou também uma série de ensaios, fazendo críticas aos seguidores de Thomas Jefferson. Foi membro do Partido Federalista, especificamente da sua Essex Junto.
Em 1805, Ames foi escolhido presidente da Universidade Harvard. Ele se recusou a ocupar o cargo por causa de sua saúde debilitada. Quatro anos depois, em 1808, morreu em Dedham em 4 de julho. Foi sepultado no Antigo Primeiro Cemitério Paroquial depois de um funeral público em Boston.
Apesar de seu número limitado de anos no serviço público, Fisher Ames é considerado uma das figuras mais influentes de sua época. Ames liderou a bancada federalista na Câmara dos Representantes. Sua aceitação da Carta dos Direitos garantiu o apoio em Massachusetts da nova Constituição. Sua maior fama, porém, pode ter vindo como orador, para o qual um historiador o apelidou de "o mais eloquente dos federalistas". Ames fez um dos primeiros grandes discursos da história do Congresso americano, quando falou em favor do Tratado Jay.
Ames estava preocupado com a crescente popularidade dos republicanos de Thomas Jefferson, que defendiam que os Estados Unidos deveriam adotar um governo representativo do tipo republicano semelhante às linhas do governo pós-revolucionário da França. Os federalistas de Alexander Hamilton (dos quais Ames era um deles), embora eles também concordassem com uma República, defendiam um governo federal mais forte, com poderes semelhantes ao exemplo britânico. Ames achava que um federalismo em torno de uma Constituição clara e firme era o modelo que os Estados Unidos deveriam seguir para evitar que a nova nação progredisse. Advertiu contra os excessos da democracia irrestrita pela moral e pela razão: "a razão popular nem sempre sabe como agir direito, nem sempre age certo quando ela sabe". Da mesma forma, Ames advertiu seus compatriotas para os perigos de demagogos lisonjeiros, que incitam a desunião e levam seu país à escravidão: "Nosso país é muito grande para a união, muito sórdido para o patriotismo, também democrático para a liberdade. O que ele se tornará, Ele que o fez melhor sabe. Seu vice irá governá-lo, praticando em cima de sua loucura. Isto é ordenado para as democracias."

## Leituras adicionais
- Dictionary of American Biography: Ames, Fisher
- Works of Fisher Ames: With a Selection from His Speeches and Correspondence. Editado por Seth Ames. 2 vols. 1854. Reimpresso. Nova York: DaCapo Press, 1969;
- Bernhard, Winfred E.A. Fisher Ames: Federalist and Statesman, 1758-1808. Chapel Hill: University of North Carolina Press, 1965.
- Waldman, Steven. Founding Faith How Our Founding Fathers Forged a Radical New Approach to Religious Liberty. Nova York: Random House, 2008.
- «Fisher Ames» (em inglês). no Biographical Directory of the United States Congress.

| Câmara dos Representantes dos Estados Unidos | Câmara dos Representantes dos Estados Unidos | Câmara dos Representantes dos Estados Unidos |
| -------------------------------------------- | --- | -------------------------------------------- |
| Precedido por ninguém-distrito novo          | Membro da Câmara dos Representantes dos Estados Unidos por Massachusetts 4 de março de 1789 – 4 de março de 1795 juntamente com (1793-1795): Samuel Dexter, Benjamin Goodhue, Samuel Holten | Sucedido por Theodore Sedgwick               |
| Precedido por ninguém-distrito novo          | Membro da Câmara dos Representantes dos Estados Unidos por Massachusetts 4 de março de 1795 – 4 de março de 1797                                                                            | Sucedido por Harrison Gray Otis              |